# Octonoba senkakuensis
Octonoba senkakuensis es una especie de araña araneomorfa del género Octonoba, familia Uloboridae. Fue descrita científicamente por Yoshida en 1983.
Habita en Japón.